# Shin’ichi Fujita
Shin’ichi Fujita (japanisch 藤田 慎一 Fujita Shin’ichi; * 10. April 1973 in der Präfektur Osaka) ist ein ehemaliger japanischer Fußballspieler.

## Karriere
Fujita erlernte das Fußballspielen in der Schulmannschaft der Hokuyo High School und der Universitätsmannschaft der Kinki-Universität. Seinen ersten Vertrag unterschrieb er 1996 bei den Kawasaki Frontale. Der Verein spielte in der zweithöchsten Liga des Landes, der Japan Football League. 1998 wechselte er zum Ligakonkurrenten Albirex Niigata. 2000 wechselte er zum Ligakonkurrenten Ventforet Kofu. Für den Verein absolvierte er 27 Spiele. Ende 2000 beendete er seine Karriere als Fußballspieler.